# Liparis condylobulbon
Liparis condylobulbon är en orkidéart som beskrevs av Heinrich Gustav Reichenbach. Liparis condylobulbon ingår i släktet gulyxnen, och familjen orkidéer. Inga underarter finns listade i Catalogue of Life.

## Bildgalleri

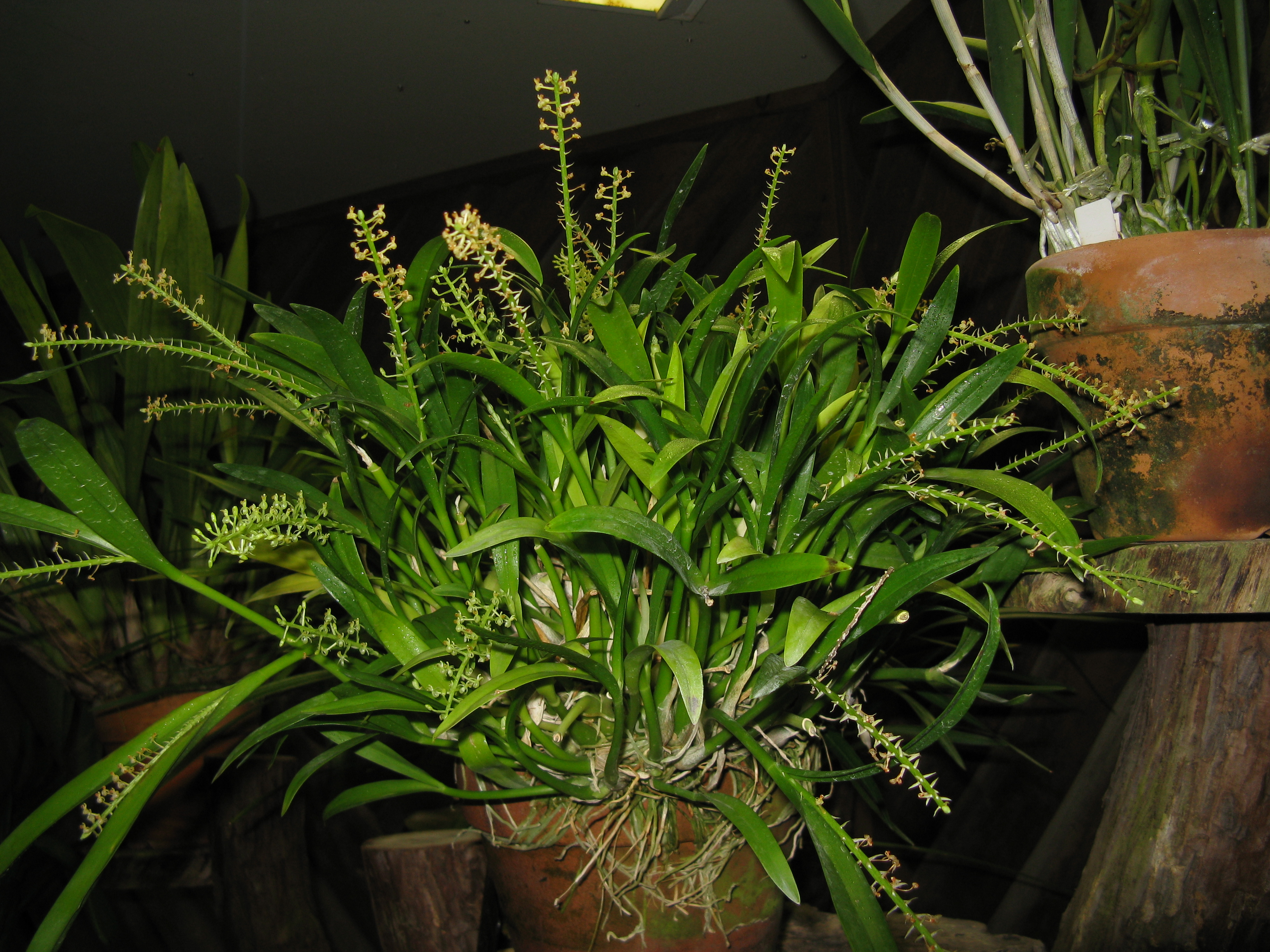
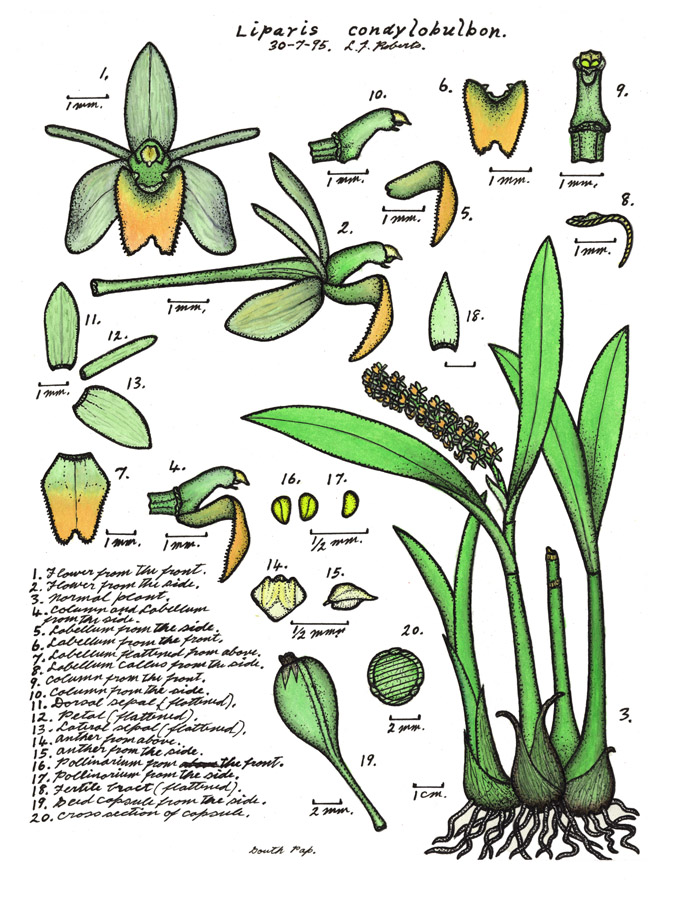